# Otomí
Otomí (Hña-hñu, Hia-Hiu, Hñąhñų, Nąñų, Nųhų, N'yũhu), nekad veoma moćan indijanski narod rasprostranjen po meksičkim državama Querétaro, Hidalgo, Guanajuato, San Luis Potosí, sjeverni Veracruz, sjeverozapadna Puebla, Tlaxcala i država Estado de México. Ova veoma raširena skupina Indijanaca broji oko 300,000 duša starijih od 5 godina, a služe se svojim vlastitim jezikom otomí, koji ima 9 varijanti, članom porodice Oto-Pamean, Velike porodice Oto-Manguean.

## Ime
Ime Otomi prema jednoj teoriji nastalo je od astečkog naziva totomitl, što se prevodi kao  'flechador de pájaros'  ili  'strijlce ptica' . Jacques Soustelle smatra da je naziv došao od astečkog Otomitl, od otocac,  'onaj koji hoda'  i mitl,  'strijela' . Sami sebe oni pak nazivaju Ñañhu ili Hña-hñu, odnosno  'oni koji govore hñu'  ili  'oni koji govorne nazalno' . Među njihovim raznim grupama postoje slični nazivi kojim označavaju sebe. Grupa Otomí de la Sierra sebe zove Nąñų ili 'govornici otomi jezika', ili Nųhų (=narod Otomi).

## Jezik
Otomi govore s devet različitih otomi jezika, i jezično pripadaju porodici Oto-Pamean, koja obuhvaća i plemena Indijanaca Pame, Ocuiltec, Matlatzinca, Chichimeca Jonaz, Quata, Matlame i Mazahua. Devet otomi jezika su: a) sierra otomi ili huehuetla otomi u Veracruzu; b) otomí del valle de mezquital, u dolini Mezquital u Hidalgu. Ima ih i iseljenih u Sjevernoj Karolini i Floridi; c) ixtenco otomi u Tlaxcali; d) otomi u državi Meksiko; e) temoaya otomi, u drćavi Meksiko; f) tenango otomi u Hidalgu i Puebli; g) texcatepec otomi u veracruzu; h) tilapa otomi; i) zapadni otomi u državama Queretaro, Guanajuato, Hidalgo i México.

## Povijest i etnografija
O porijeklu Otomíja malo je poznato, osim da su najvjerojatnije živjeli u predhispansko vrijeme u području Anáhuaca odakle su ih u 14. i 15. stoljeću rastjerali Asteci. Tijekom konkviste većina Otomíja je na strani Španjolaca u borbi protiv Asteka.
Otomí danas prakticiraju mješavinu katoličke i stare indijanske religije. Prakticirali su žrtvovanja božici zemlje i vjerovali u povratak duša mrtvih kojih su se bojali i pokušavali ih udobrovoljiti. Otomí žive od hortikulture. Vješti su i u raznim obrtima kao što su tkalaštvo, lončarstvo i košaraštvo. Compadrazgo, fiktivno srodstvo, zauzima središnje mjesto u njihovom društvu.

## Vanjske poveznice
- Otomi Cutout Figurines  Arhivirana inačica izvorne stranice od 15. siječnja 2008. (Wayback Machine)